# Mesoplia imperatrix
Mesoplia imperatrix är en biart som först beskrevs av Heinrich Friese 1913.  Mesoplia imperatrix ingår i släktet Mesoplia och familjen långtungebin. Inga underarter finns listade i Catalogue of Life.